# Trece Colonias
Las Trece Colonias (en inglés: Thirteen Colonies) eran un grupo de colonias británicas en la costa este de América del Norte, fundadas en los siglos XVII y XVIII que declararon su independencia en 1776 y fundaron los Estados Unidos. Eran (de norte a sur): provincia de la bahía de Massachusetts, provincia de Nuevo Hampshire, colonia de Rhode Island y las Plantaciones de Providence, provincia de Connecticut, provincia de Nueva York, provincia de Pensilvania, provincia de Nueva Jersey, colonia de Delaware, provincia de Maryland, colonia de Virginia, provincia de Carolina del Norte, provincia de Carolina del Sur y provincia de Georgia.
Las Trece Colonias tenían sistemas políticos, constitucionales y legales muy similares, y fueron establecidas por colonos procedentes de Gran Bretaña, en su mayoría protestantes, y de habla inglesa. Integraban una parte de las posesiones del Reino Unido en el Nuevo Mundo, que también incluían colonias en la actual Canadá y el Caribe, así como en el este y en el oeste de la Florida. En el siglo XVIII, el gobierno británico operaba sus colonias bajo una economía basada en el mercantilismo, en la que el gobierno central administraba sus posesiones para el beneficio económico de la metrópoli. Sin embargo, las Trece Colonias tenían un alto grado de autonomía y elecciones locales, y progresivamente comenzaban a resistir con mayor fuerza las demandas del gobierno británico. En la década de 1750, comenzaron a colaborar entre sí, en lugar de tratar directamente con el Reino Unido. Estas actividades intercoloniales cultivaron un sentido de identidad compartida y condujeron a las peticiones de protección de los derechos, como británicos, de los colonos, especialmente el principio de «no hay impuestos sin representación». Las quejas contra el gobierno británico llevaron a la Revolución Estadounidense, en la cual las colonias reunidas en un Congreso Continental declararon su independencia el 4 de julio de 1776, desapareciendo para siempre como colonias y dando lugar tras la correspondiente victoria militar a los Estados Unidos.

## Importancia de las trece colonias
La guerra de los Siete Años, que finalizó en 1763, dejó en ellos un gran sentimiento independentista.
Las Trece Colonias británicas de Norteamérica, habían gozado de cierta autonomía, por ser menos productivas que las islas caribeñas. Cada una de estas colonias desarrolló su propio sistema de gobierno, basado en gran medida en los agricultores independientes que eran dueños de su propia tierra, votaron a favor de su gobierno local y provincial.
Al reorganizar la Gran Bretaña su nuevo imperio, los colonos resintieron el control que ahora se les imponía, el cual, según percibían, vulneraba sus derechos y libertades. En algunas colonias, especialmente Virginia, las Carolinas y Georgia hubo importantes poblaciones de esclavos africanos. Tras una serie de protestas por impuestos en los años 1760 y 1770, estas colonias unidas políticamente y militarmente en la oposición al gobierno británico lucharon en la guerra de la independencia estadounidense, desde 1775 hasta 1783.
En mayo de 1776, se formó una nueva nación llamada «Estados Unidos de América», y declararon su independencia. La nueva nación logró esta meta, con una lucha independentista corta y poco sangrienta, porque no solo contaron con aliados —Francia, España y los Países Bajos— sino que se enfrentaron a una metrópoli con un gobierno débil, en bancarrota y aislado diplomáticamente, que terminó por reconocer la independencia en 1783 (Tratado de París).
Estados Unidos se vio beneficiado en 1789 por el desencadenamiento de los franceses, que habían mantenido a Europa en guerra por casi un cuarto de siglo. Así la nueva nación tuvo ocasión de experimentar su gobierno sin interferencia europea, absorber emigrantes expulsados por las guerras europeas, población como país neutral con colonias españolas y en 1803, al acrecentar su territorio y población, Estados Unidos se convirtió en un país dinámico.

### Otras colonias
Además de estas Trece Colonias, Gran Bretaña tenía otras en el Nuevo Mundo. Las Indias Occidentales Británicas, Terranova, la provincia de Quebec, Nueva Escocia, Isla del Príncipe Eduardo, Bermudas, y el este y el  oeste de Florida con eso permanecieron leales a la Corona durante la guerra (aunque España reconquistó la Florida antes de que la guerra hubiese ya terminado). Aunque hubo un cierto grado de simpatía con la causa patriota en varios de ellos, su aislamiento geográfico y el predominio del poder naval británico impidió cualquier participación efectiva. Especialmente en el caso de Quebec y la Florida, la Corona británica había adquirido recientemente esas tierras y muchos de los problemas que tuvieron las Trece Colonias no les ocurrieron a ellas.

## Crecimiento

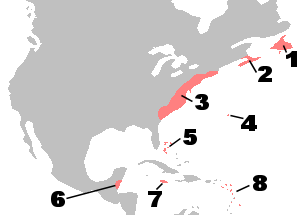
Colonias británicas en América del Norte, alrededor de 1750. 1: Isla de Terranova; 2: Nueva Escocia; 3: las Trece Colonias; 4: Bermuda; 5: Bahamas; 6: Honduras británica; 7: Jamaica; 8: Islas de Sotavento y Barbados.
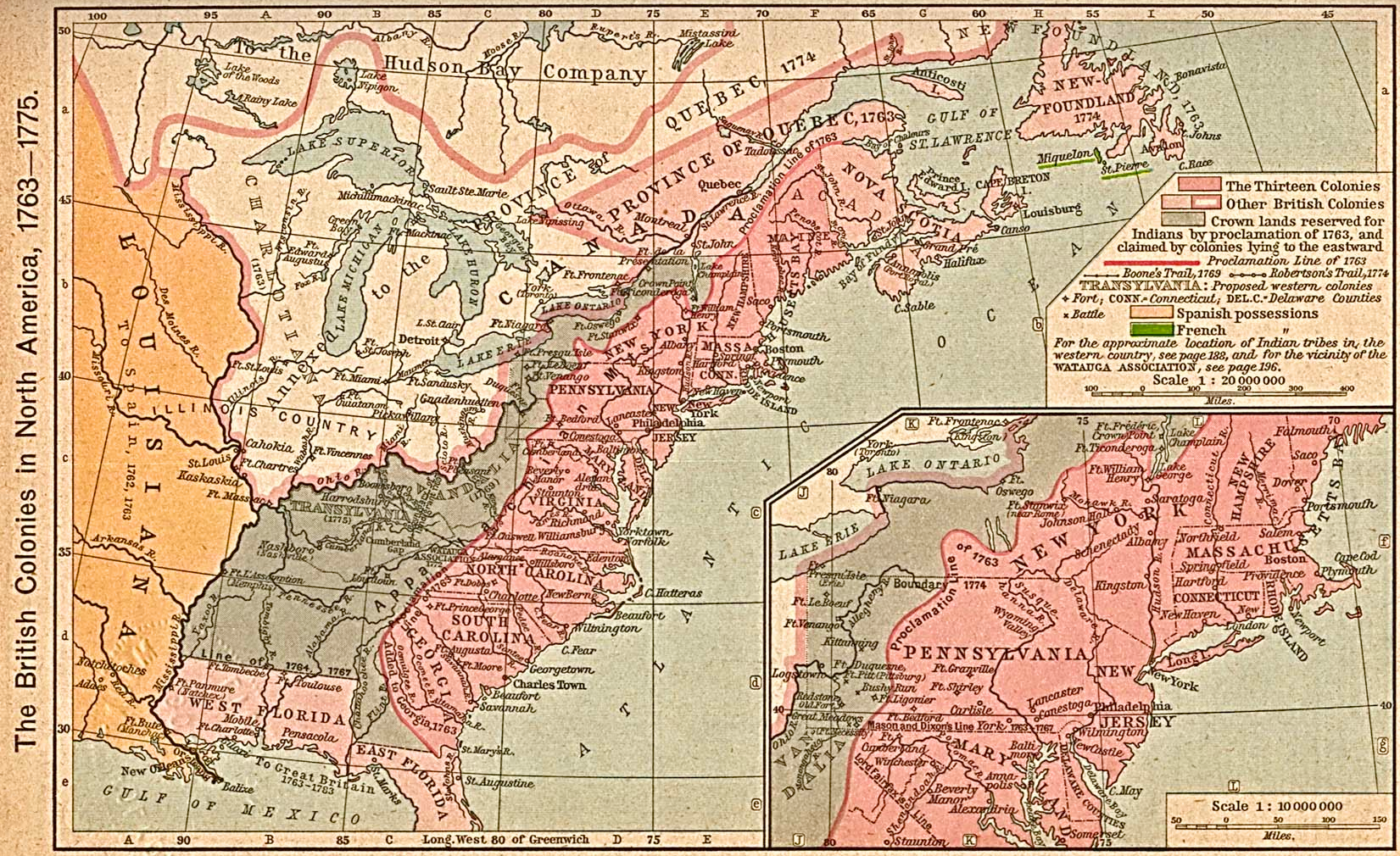
Colonias en la costa este de América del Norte en el año 1763-1776.
En 1775, los británicos alegaron autoridad sobre las zonas amarillas del mapa y España reclamaba los territorios coloreados de verde. La zona en amarillo oscuro era la zona de asentamiento; la mayoría de la población vivía como máximo a 80 kilómetros del océano.
Tierras estatales reclamadas, basadas en cartas coloniales, y más tarde cesiones al gobierno de los Estados Unidos, 1782-1802.

Los documentos contemporáneos generalmente enumeran las Trece Colonias de la Norteamérica británica por orden geográfico, de norte a sur.
Colonias de Nueva Inglaterra

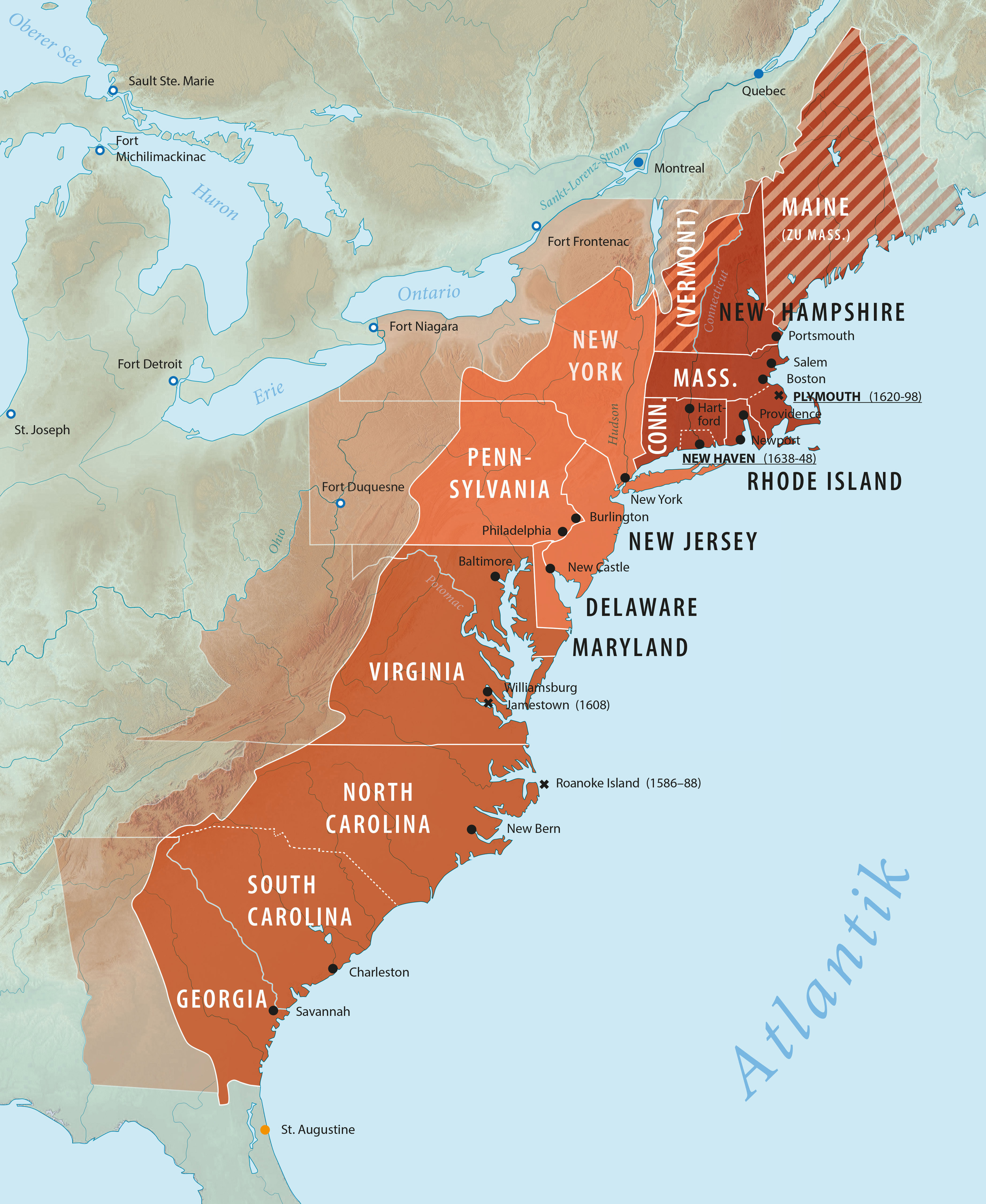
Trece colonias de América del Norte:
Rojo oscuro = Colonias de Nueva Inglaterra.
Rojo brillante = Colonias Centrales.
Marrón rojizo = Colonias del Sur.

- Provincia de la bahía de Massachusetts, más tarde Massachusetts y Maine, colonia de la Corona.
- Provincia de Nuevo Hampshire, más tarde Nuevo Hampshire, colonia de la Corona.
- Colonia de Rhode Island y las Plantaciones de Providence, más tarde Rhode Island, colonia de la Corona inglesa.
- Provincia de Connecticut, más tarde Connecticut, colonia de la Corona.

Colonias Centrales
- Provincia de Nueva York, más tarde Nueva York y Vermont, colonia de la Corona.[4]
- Provincia de Nueva Jersey, más tarde Nueva Jersey, colonia de la Corona.
- Provincia de Pensilvania, más tarde Pensilvania, colonia propietaria.
- Colonia de Delaware (antes de que 1776, los Condados más bajos de Delaware), más tarde Delaware, colonia propietaria.

Colonias del Sur
- Provincia de Maryland, más tarde Maryland, colonia propietaria.
- Colonia y Dominio de Virginia, después de Virginia, Kentucky, y Virginia Occidental, colonia de la Corona.
- Provincia de Carolina del Norte, más tarde Carolina del Norte y Tennessee, colonia de la Corona.
- Provincia de Carolina del Sur, más tarde Carolina del Sur, colonia de la Corona.
- Provincia de Georgia, más tarde Georgia, secciones del norte de Alabama y Misisipi, colonia de la Corona.

(Virginia y Maryland comprendieron las colonias de la bahía de Chesapeake)

### Otras divisiones antes de 1730
Dominio de Nueva Inglaterra
Creado en 1685 por un decreto del rey Jacobo II que consolidó las provincias de Maine, Nuevo Hampshire, Massachusetts, Plymouth, Rhode Island, Connecticut, Nueva York, Jersey Oriental y Jersey Occidental como una sola colonia más grande. El experimento se derrumbó después de la Revolución Gloriosa de 1688 a 1689, y las nueve ex colonias restablecieron sus identidades separadas en 1689.
Colonia de la bahía de Massachusetts
Se estableció en 1630 por puritanos de Inglaterra. La carta colonial fue revocada en 1684, y una nueva carta que se crea una Provincia ampliada de la bahía de Massachusetts se publicó en 1691.
Provincia de Maine
Establecida en 1622. Un intento anterior para instalar la Colonia Popham en Sagadahoc, Maine (cerca de la actual Phippsburg) en 1607 se abandonó después de un año. La Colonia de la Bahía de Massachusetts reivindicó el territorio de Maine (entonces limitado al sur del estado del mismo nombre) en la década de 1650. Regiones del Maine al este del río Kennebec fueron también parte de la colonia de Nueva York en la segunda mitad del siglo XVII. Finalmente fueron concedidas a la Provincia de la Bahía de Massachusetts por la Carta de 1691.
Colonia de Plymouth
Se estableció en 1620 por los peregrinos. Plymouth fue fusionada con la Provincia de la Bahía de Massachusetts en la Carta de 1691.
Colonia de Saybrook
Fundada en 1635 y fusionada con la Colonia de Connecticut en 1644.
Colonia de New Haven
Se establecieron a finales de 1637. New Haven Connecticut fue absorbida por la colonia con la emisión de la Carta de Connecticut en 1662, en parte como castigo real por el rey Carlos II para albergar a los jueces que condenaron regicidio rey Carlos I hasta la muerte.
Jersey Oriental y Jersey Occidental
Establecidas por los neerlandeses como parte de su colonia Nueva Holanda durante la década de 1610, fueron tomadas, junto a Nueva Ámsterdam, en 1664 por fuerzas británicas. En 1674, se dividió en dos colonias separadas, oriental y occidental, las cuales fueron reunificadas en 1702.
Provincia de Carolina
Fundada en 1663, se dividió en dos en 1712: Carolina del Norte y Carolina del Sur.

## Población
Nota: las cifras de población son estimaciones de los historiadores; que no incluyen los pueblos originarios establecidos fuera de la jurisdicción de las colonias, pero incluyen a indígenas que vivían bajo control colonial, así como los esclavos y sirvientes.
| Año  | Población |
| ---- | --------- |
| 1625 | 1980      |
| 1641 | 50 000    |
| 1688 | 200 000   |
| 1702 | 270 000   |
| 1715 | 435 000   |
| 1749 | 1 000     |
| 1754 | 1 500 000 |
| 1765 | 2 200 000 |
| 1775 | 2 400 000 |

En 1776 alrededor del 85 % de la población blanca era de origen británico (inglés, irlandés, escocés o galés), un 9 % alemanes y un 4 % neerlandeses. Estas poblaciones continuaron creciendo a un ritmo rápido en todo el siglo XVIII, principalmente debido a altas tasas de natalidad y relativamente bajas tasas de mortalidad. La inmigración es un factor de menor importancia desde 1774 hasta 1830. 
Más del 90 % eran agricultores, con varias ciudades pequeñas que también eran puertos marítimos que unen la economía colonial a la más grande Imperio británico.

### Esclavos
| Años      | Número  |
| --------- | ------- |
| 1620-1700 | 21 000  |
| 1701-1760 | 189 000 |
| 1761-1770 | 63 000  |
| 1771-1780 | 15 000  |
| Total     | 288 000 |

La esclavitud era legal en aquellos tiempos y se practicaba en cada una de las Trece Colonias. En la mayoría de los lugares se trataba de sirvientes de la casa o trabajadores agrícolas. Era de importancia económica en las plantaciones de tabaco orientadas a la exportación de Virginia y Maryland, y las plantaciones de arroz y añil de Carolina del Sur. Cerca de 287 000 esclavos fueron importados en las Trece Colonias, siendo el 2 % de los 12 millones de esclavos traídos a través de África. La gran mayoría fue a plantaciones de azúcar en el Caribe y en Brasil, donde la esperanza de vida era corta y tuvieron que ser repuestos continuamente. La esperanza de vida era mucho mayor en los Estados Unidos combinado con una muy alta tasa de natalidad. su número creció rápidamente por los excesos de nacimientos sobre defunciones, llegando a casi 4 millones en el censo de 1860. Desde 1770 hasta 1860, la tasa de crecimiento natural de los esclavos estadounidenses era mucho mayor que la de la población de cualquier país de Europa, y era casi el doble de rápida que la de Inglaterra. Sin embargo, Tadman atribuye esto a muy altas tasas de natalidad: «esclavos de Estados Unidos, entonces, alcanzaron tasas similares de crecimiento natural a los blancos no porque de ningún privilegio especial, pero a través de un proceso de gran sufrimiento y privación material».

### Religión
Las colonias eran religiosamente diversas.  La religión era fuerte en Nueva Inglaterra y en otros puntos, pero antes del primer Gran Despertar de la década de 1740 la mayoría de los colonos eran religiosamente inactivos. La Iglesia Anglicana de Inglaterra fue establecida oficialmente en la mayor parte del Sur, pero no hubo obispos y las iglesias desempeñaron solamente roles locales.

### Educación
La educación estaba generalizada en las colonias del norte. Nueve instituciones de educación superior fueron establecidas durante la era colonial. Estas Nueve universidades, conocidas como colonial colleges, fueron:
1. Universidad de Harvard (Harvard College en 1636)
2. Universidad de Princeton (College of New Jersey en 1746)
3. Universidad Yale (Collegiate School en 1701)
4. Universidad de Columbia (King's College en 1754)
5. Universidad de Pensilvania (College of Philadelphia en 1740)
6. Universidad Brown (College of Rhode Island en 1764)
7. Universidad Rutgers (Queen's College en 1766)
8. Universidad de Dartmouth (Dartmouth College en 1769)
9. Colegio de William y Mary (formó la élite en Virginia en 1693)

Otras instituciones educativas de la época colonial, pero no se las considera colonial colleges porque no fueron formalmente autorizados con poderes para otorgar títulos hasta después de la formación de los Estados Unidos en 1776:
1. St. John's College (King William's School en 1696)
2. Washington College (Kent County Free School en 1723)
3. Moravian University (Bethlehem Female Seminary en 1742)
4. Universidad de Delaware (Newark Academy en 1743)
5. Universidad Washington y Lee (Augusta Academy en 1749)
6. College de Charleston (1770)
7. Salem College (Little Girls' School en 1772)
8. Dickinson College (1773)
9. Hampden–Sydney College (1775)

## Gobierno

### Autoridades británicas
El Estado británico tomó un interés cada vez mayor en los asuntos de las colonias después de 1680, cuando se hizo evidente que estaban creciendo rápidamente en población y riqueza. En 1680, solo Virginia era una colonia real; los gobernadores eran nombrados y estaban estrechamente ligados al gobierno de Londres. Los historiadores antes de la década de 1880 hicieron hincapié en el nacionalismo estadounidense. Sin embargo, Herbert L. Osgood, George Louis Beer, Charles McLean Andrews, y Lawrence H. Gipson dominaron la historiografía colonial en la década de 1940, e hicieron hincapié, y a menudo elogiado, la atención que Londres dio a todas las colonias; nunca hubo una amenaza (antes de la década de 1770) por la que cualquier colonia quisiera rebelarse o buscar la independencia.

### Gobierno autónomo
Los colonos británicos no llegaron a las tierras norteamericanas con la intención de crear un sistema democrático. Pero al hacerlo sin una aristocracia terrateniente, crearon un amplio electorado y un patrón de elecciones libres y frecuentes que suponía una prima sobre la participación de los votantes. Las colonias ofrecieron un sufragio mucho más amplio que en Inglaterra o cualquier otro país. Los hombres blancos con suficiente propiedad podrían votar por los miembros de la cámara baja de la legislatura, y en Connecticut y Rhode Island incluso por el gobernador.
La legitimidad de un votante significaba tener un «interés» en la sociedad —como la legislatura de Carolina del Sur dijo en 1716: «es necesario y razonable que no todas, pero cada persona con un interés en la Provincia debería ser capaz de elegir a los miembros de los Comunes Cámara de la Asamblea»—. Mujeres, niños, sirvientes y esclavos fueron subsumidos bajo el interés del jefe de familia. El principal criterio legal para tener un «interés» era la propiedad de los bienes, que se basa estrictamente en Gran Bretaña, y diecinueve de veinte hombres fueron controlados políticamente por sus propietarios. Londres insistió en decir a los gobernadores que se excluyese a los hombres que no eran propietarios libres (es decir, que no poseyeran tierras) de la inscripción electoral. Sin embargo, la tierra fue tan ampliamente repartida que entre el 50 % y el 80 % de los hombres blancos eran elegibles para votar.
La cultura política colonial enfatizó la deferencia, de modo que los notables locales eran los hombres que se postulaban y salían elegidos. A veces competían entre sí y había que apelar al hombre común para las votaciones. No hubo partidos políticos, por lo que los aspirantes a legisladores formaron coaliciones ad hoc de sus familias, amigos y vecinos. Fuera de la Nueva Inglaterra puritana, el día de las elecciones llevaba a todos los hombres de campo a la cabecera municipal para participar en fiestas, política, estrechar la mano de los eminentes y encontrarse con viejos amigos, escuchar los discursos y demás, mientras comian, charlaban, realizaban juegos y apuestas, etc. Votaban a gritos su elección a la secretaria, con los partidarios de cada candidato abucheando o aplaudiendo. El candidato George Washington pasó 39 £ de convites para sus partidarios. Los candidatos sabían que tenían que «predisponer a los plantadores con bumbo (ron)». Las elecciones eran carnavales donde todos los hombres eran iguales por un día y se relajaban las tradicionales restricciones.
La tasa real de la votación varió de un 20 % a un 40 % de todos los varones blancos adultos. Las tasas fueron más altas en Pensilvania y Nueva York, donde las facciones de larga data, basadas en los grupos étnicos y religiosos, movilizaban partidarios a un ritmo mayor. Nueva York y Rhode Island desarrollaron sistemas de dos facciones de larga duración que celebraron juntos por años a nivel de colonia, pero no llegaron a participar en los asuntos locales. Las facciones se basaban en las personalidades de unos pocos líderes y una gran variedad de conexiones familiares; sin embargo, tuvieron poca base en la política o la ideología. En otras partes de la escena política había un torbellino constante, y sobre la base de la personalidad en lugar de las facciones de larga vida, serias disputas sobre cuestiones.
Las colonias eran independientes entre sí antes de 1774, dado que los esfuerzos dirigidos por Benjamin Franklin para formar una unión colonial a través del Congreso de Albany de 1754 habían fracasado. Todas las Trece Colonias tenían sistemas de autogobierno, y las elecciones sobre la base de los derechos de los ingleses, que estaban decididos a proteger contra la interferencia imperial bien establecida. La gran mayoría de los hombres blancos eran elegibles para votar.

### Política económica
El naciente Imperio británico seguía una política económica mercantilista, en la cual el objetivo era enriquecer al Reino Unido, en especial a su ya poderosa burguesía que ejercía el poder desde la Revolución Gloriosa. Esta política era vista con recelo por los colonos, ya que los perjudicaba directamente al considerar a las colonias como meras productoras de materia prima y mercado para las producciones de la metrópoli.
La primera reacción de los productores y comerciantes de las Trece Colonias fue el contrabando, que se convirtió en la táctica más difundida para eludir las restricciones al comercio con los franceses, españoles y holandeses. El mercantilismo pretendía lograr superávit comercial para que el oro y la plata se concentrara en Londres. Las colonias, por su parte, eran mercados cautivos para la industria británica. El gobierno participaba a través de los derechos e impuestos, y el resto iba a los comerciantes ingleses. La parte de la administración pública que más se beneficiaba era el militar, en especial la Armada británica.

### La legislación anterior a 1763
El Reino Unido implementó el mercantilismo, tratando de bloquear el comercio estadounidense con los imperios francés, español u holandés utilizando las Actas de Navegación, que los estadounidenses evitaban tan a menudo como podían. Los funcionarios reales respondieron al contrabando con órdenes de registro abiertas (Orden de asistencia). En 1761, el abogado de Boston James Otis argumentó que los autos violaban los derechos constitucionales de los colonos. Perdió el caso, pero John Adams escribió más tarde: «Entonces, y no el niño Independencia nació».
Sin embargo, los colonos tomaron la molestia de argumentar que no se oponían a la regulación británica de su comercio exterior, solo se opusieron a la legislación que se pensó para impactar internamente.
El 1 de diciembre de 1763, en Hanover Courthouse, Patrick Henry argumentó Causa de la Parson en la Colonia de Virginia, donde se aprobó una ley que fue vetada por el rey. Henry argumentó que «un rey, al no permitir actos de esta naturaleza saludable, de ser el padre de su pueblo, degenera en un tirano y pierde todo derecho a la obediencia de sus súbditos».
Después de su victoria en la guerra franco-indígena de 1763, el Reino Unido tomó el control de las posesiones francesas en América del Norte, fuera del Caribe. Los británicos trataron de mantener relaciones pacíficas con esas tribus indias que se habían aliado con los franceses y mantenerlos separados de la frontera de las Trece Colonias. Con este fin, la Proclamación Real de 1763 restringe los asentamientos al oeste de los Montes Apalaches, ya que la zona fue designada Reserva India. Haciendo caso omiso de la proclamación, algunos grupos de colonos continuaron trasladándose al oeste y estableciendo granjas. La Proclamación de 1763 fue rápidamente modificada, y ya no era un obstáculo para el acuerdo. Pero el hecho de que había sido promulgada sin consulta previa enfureció a los colonos.

### Comienzo de la Revolución Estadounidense

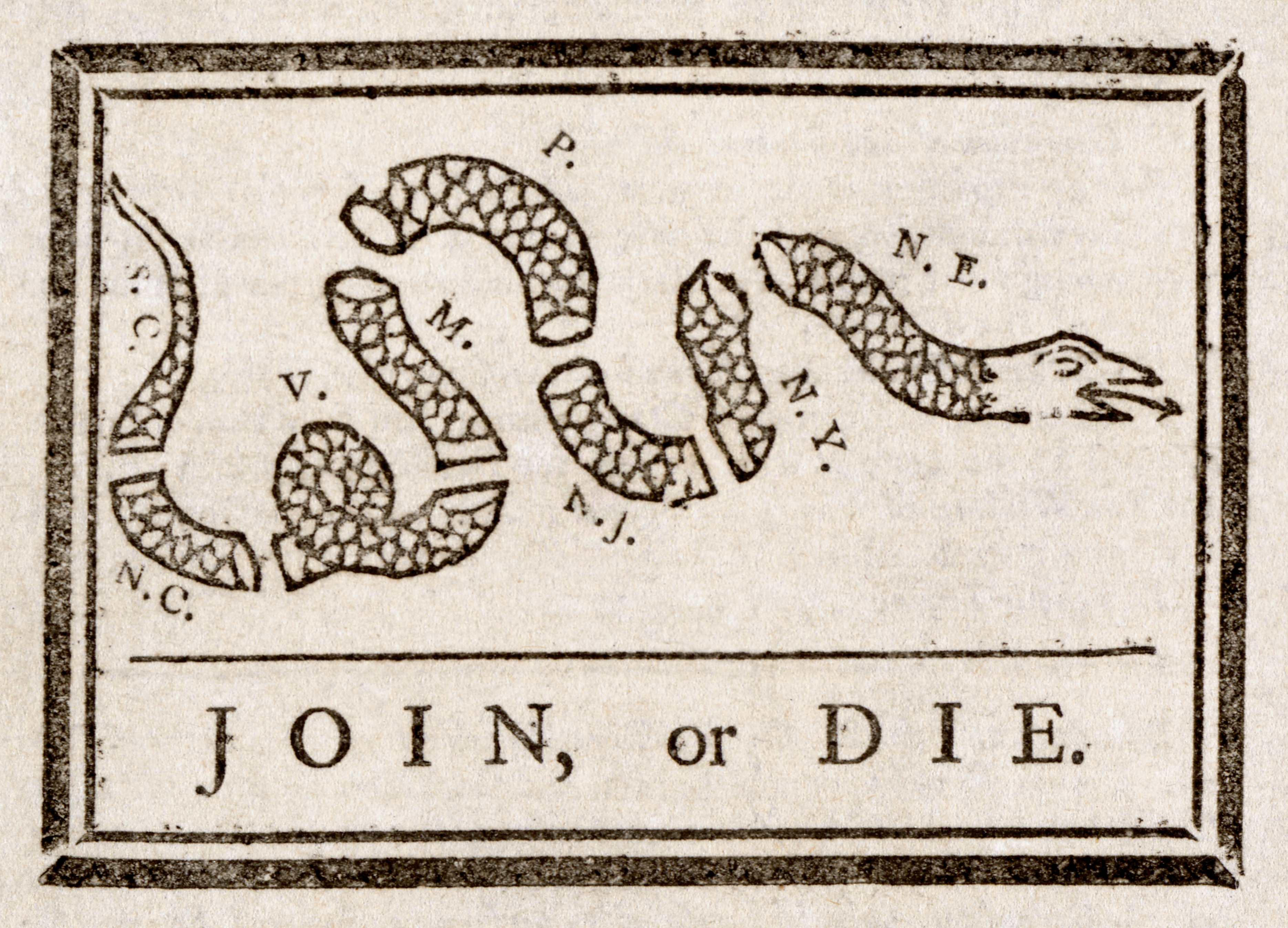
Únase o muera, por Benjamin Franklin, fue reciclada para animar a las antiguas colonias a unirse contra el dominio británico.

A partir de las intensas protestas por la Ley del Sello de 1765 (o Stamp Act), los estadounidenses insistieron en el principio de «No hay impuestos sin representación». La representación se entiende en el contexto del Parlamento a la hora de crear nuevas leyes, como gravar directamente el impuesto del deber o de los impuestos especiales, y no que estas no pasaran por las legislaturas coloniales, que habían recaudado los impuestos a las colonias en lugar del monarca antes de 1763. Argumentaron que, como las colonias no tenían representación en el Parlamento británico, era una violación de sus derechos como ingleses que se les impusieran dichos impuestos. Las otras colonias británicas que tenían asambleas coincidieron en gran medida con las Trece Colonias, pero fueron controladas totalmente por el Imperio británico y la Royal Navy, por lo que las protestas apenas prosperaron.
El parlamento rechazó las protestas coloniales y afirmó su autoridad al aprobar nuevos impuestos. Los problemas aumentaron con el impuesto sobre el té, pues en cada colonia los estadounidenses boicotearon el té, y en 1773 en el puerto de Boston se produjo el Motín del té . Las tensiones se intensificaron en 1774 cuando el Parlamento aprobó las leyes conocidas como las Leyes Intolerables, que, entre otras cosas, limitaban en gran medida la autonomía en la colonia de Massachusetts.
En respuesta, las colonias formaron cuerpos extralegales de representantes elegidos, generalmente conocidos como los Congresos Provinciales. Los colonos hicieron hincapié en su determinación por boicotear las importaciones de mercancía británica. Más tarde, en 1774, doce colonias enviaron representantes al Primer Congreso Continental en Filadelfia. Durante el Segundo Congreso Continental la colonia XIII, Georgia, envió delegados. En la primavera de 1775, todos los funcionarios reales habían sido expulsados de las Trece Colonias. El Congreso Continental se constituyó como el gobierno nacional. Se levantó un ejército para luchar contra los británicos y se nombró a George Washington su comandante, realizó tratados, declaró la independencia, y recomendó que las colonias escribieran constituciones y se convirtieran en estados.

## Otras colonias británicas
En el momento de la guerra, Gran Bretaña tenía otras siete colonias en la costa atlántica de América del Norte: Terranova, Tierra de Rupert (el área alrededor de la bahía de Hudson), Nueva Escocia, Isla del Príncipe Eduardo, Florida Oriental, Florida Occidental y la provincia de Quebec. Había otras colonias en las Américas, así, en gran medida en las Indias Occidentales Británicas. Estas colonias se mantuvieron leales a la Corona.
Terranova se mantuvo leal a Gran Bretaña sin duda. Estuvo exenta de las Leyes de Navegación y de los agravios de las colonias continentales. Estuvo fuertemente unida a Gran Bretaña y controlada por la Marina Real y no tenía ninguna asamblea que pudiera expresar quejas.
Nueva Escocia tenía un gran elemento yanqui que había llegado recientemente de Nueva Inglaterra y compartía los sentimientos de los estadounidenses acerca de exigir los mismos derechos que los hombres británicos. El gobierno real en Halifax permitió a regañadientes a los yanquis de Nueva Escocia una especie de «neutralidad». En cualquier caso, la geografía de la isla, al igual que la presencia de una importante base naval británica en Halifax, hicieron que la resistencia armada fuera imposible.
Quebec  estaba habitada por colonos católicos franceses que habían quedado bajo autoridad británica solo en la década anterior. La Ley de Quebec de 1774 les dio autonomía cultural formal dentro del Imperio, y muchos sacerdotes temían el intenso protestantismo en Nueva Inglaterra. Las quejas estadounidenses sobre los impuestos tenían poca relevancia, y no había ninguna asamblea ni elecciones de ningún tipo que pudieran haber movilizado las quejas. Aun así, los estadounidenses ofrecieron membresía en la nueva nación y enviaron una expedición militar que no pudo capturar Canadá en 1775. La mayoría de los canadienses se mantuvieron neutrales, pero algunos se unieron a la causa.
En las Antillas, las asambleas electas de Jamaica, Granada y Barbados declararon formalmente sus simpatías por la causa estadounidense y pidieron la mediación, pero las demás eran muy leales. Gran Bretaña evitó cuidadosamente antagonizar con los ricos propietarios de plantaciones de azúcar (muchos de los cuales vivían en Londres); a su vez, una mayor dependencia de los hacendados sobre la esclavitud hizo reconocer la necesidad de protección militar británica de posibles revueltas de esclavos. Las posibilidades de acción abierta fueron fuertemente limitadas por el abrumador poder de la Royal Navy en las islas. Durante la guerra hubo cierto comercio oportunista con barcos estadounidenses.
En las Bermudas y las Bahamas, los líderes locales estaban enojados con la escasez de alimentos causada por el bloqueo británico de los puertos estadounidenses. Hubo una creciente simpatía por la causa estadounidense, como el contrabando, y las dos colonias fueron consideradas «aliadas pasivas» de los Estados Unidos a lo largo de la guerra. Cuando un escuadrón naval estadounidense llegó a las Bahamas para apoderarse de la pólvora que allí se encontraba, la colonia no mostró ninguna resistencia en absoluto.
Florida del Este y el Oeste de la Florida eran territorios transferidos de España a Gran Bretaña después de la guerra franco-india por un tratado. Los pocos colonos británicos no necesitaban protección contra los ataques de los indios y los corsarios españoles. Tras 1775, el este de Florida se convirtió en una base importante para el esfuerzo de la guerra británica en el sur, sobre todo en las invasiones de Georgia y Carolina del Sur. Sin embargo, España se apoderó de Pensacola en Florida Occidental en 1781, luego recuperó ambos territorios con el Tratado de París que puso fin a la guerra en 1783. España transferirá en última instancia las provincias de Florida a los Estados Unidos en 1819.

## Historia de las Trece Colonias
El primer Imperio británico se centró en las Trece Colonias en América del Norte, que atrajeron a un gran número de colonos de toda Gran Bretaña. En la década de 1900 - período de 1930 la «Imperial», entre ellos Herbert L. Osgood, George Louis Beer, Charles M. Andrews y Lawrence Gipson tenían una opinión favorable de los beneficios del Imperio, haciendo hincapié en su exitosa integración económica.
El mercantilismo fue la política básica impuesta por Gran Bretaña en sus colonias. El mercantilismo significaba que el gobierno y los comerciantes se convirtieron en socios con el objetivo de aumentar el poder político y la riqueza privada, con exclusión de otros imperios. El gobierno protegió a sus comerciantes y mantuvo a otros fuera mediante las barreras comerciales, regulaciones y subsidios a las industrias nacionales a fin de maximizar las exportaciones y minimizar las importaciones con el reino. El gobierno tuvo que luchar contra el contrabando, que se convirtió en la técnica de las Trece Colonias favorita en el siglo XVIII para eludir las restricciones en el comercio con los franceses, españoles u holandeses. El objetivo del mercantilismo era correr superávit comerciales, por lo que el oro y la plata se vierta en Londres. El gobierno participó a través de los derechos e impuestos, y el resto va a los comerciantes en Gran Bretaña. El gobierno pasó la mayor parte de sus ingresos en un magnífico Royal Navy, que no solo protegió las colonias británicas, sino que amenazó las colonias de los otros imperios, y a veces se apoderó de ellos. Así, la Marina británica capturó Nueva Ámsterdam (Nueva York) en 1664. Las colonias eran mercados cautivos para la industria británica, y el objetivo era enriquecer la madre patria.
La conmoción de la derrota sufrida por el Reino Unido en 1783 provocó una revisión radical de sus políticas sobre el colonialismo, produciendo de esta manera lo que los historiadores llaman el final del Primer Imperio Británico; por supuesto Gran Bretaña aun poseía Canadá y algunas islas de las Indias Occidentales. Ashley Jackson escribe:

El primer imperio británico fue destruida en gran parte por la pérdida de las colonias americanas, seguido de un «giro hacia el este» y la fundación de un segundo Imperio británico basado en la expansión comercial y territorial en el sur de Asia.

Gran parte de la historiografía se refiere a las razones por las que los estadounidenses se sublevaron en la década de 1770 y rompieron con éxito de distancia. Desde la década de 1960, la corriente principal de la historiografía enfatiza el crecimiento de la conciencia, del nacionalismo estadounidense y de su sistema de valores republicanos, pero se quedó en la oposición al punto de vista aristocrático de los líderes británicos. En el análisis de la llegada de la Revolución, los historiadores de las últimas décadas se han utilizado sobre todo uno de los tres enfoques. La vista historia atlántica coloca la historia de Estados Unidos en un contexto más amplio, incluyendo las revoluciones en Francia y Haití. Tendía a reintegrar a las historiografías de la Revolución Estadounidense y el Imperio Británico. En segundo lugar el enfoque de «nueva historia social» mira a la estructura social de la comunidad para encontrar divisiones que fueron magnificados en las divisiones coloniales. Tercero es el enfoque ideológico que se centra en el republicanismo en los Estados Unidos. El republicanismo dictaba que no hubiera realeza o aristocracia o iglesia nacional. Se permitió la continuación del derecho consuetudinario británico, que estadounidenses abogados y juristas entienden y aprobados y utilizados en su práctica cotidiana. Los historiadores han examinado cómo el aumento de la profesión legal estadounidense adaptó el derecho consuetudinario británico para incorporar el republicanismo por la revisión selectiva de las costumbres jurídicas y mediante la introducción de más opciones para los tribunales.

## Otras lecturas
- Adams, James Truslow (1922). The founding of New England. Atlantic Monthly Press; full text online.
- Adams, James Truslow. Revolutionary New England, 1691–1776 (1923).
- Andrews, Charles M. The Colonial Period of American History (4 vols. 1934-1938), the standard political overview to 1700.
- Chitwood, Oliver. A history of colonial America (1961) (older textbook).
- Cooke, Jacob Ernest et al., ed. Encyclopedia of the North American Colonies. (3 vols. 1993); 2397 pp.; comprehensive coverage; compares British, French, Spanish & Dutch colonies.
- Foster, Stephen, ed. British North America in the Seventeenth and Eighteenth Centuries (2014).
- Gipson, Lawrence. The British Empire Before the American Revolution (15 vols., 1936-1970), Pulitzer Prize; highly detailed discussion of every British colony in the New World.
- Greene, Evarts Boutelle et al., American Population before the Federal Census of 1790, 1993, ISBN 0-8063-1377-3.
- Greene, Evarts Boutell (1905). Provincial America, 1690-1740. Harper & brothers; full text online.
- Hawke, David F.; The Colonial Experience; 1966, ISBN 0-02-351830-8 (older textbook).
- Hawke, David F. Everyday Life in Early America (1989) com/dp/0060912510/ excerpt and text search.
- Middleton, Richard, and Anne Lombard. Colonial America: A History to 1763 (4.ª ed. 2011), the newest textbook com/dp/0631221417/ excerpt and text search.
- Taylor, Alan. American colonies (2002), 526 pp.; recent survey by leading scholar.
- Vickers, Daniel, ed. A Companion to Colonial America. (Blackwell, 2003) 576 pp.; topical essays by experts com/Companion-Colonial-America-Daniel-Vickers/dp/140514985X/ excerpt.

### Gubernamentales
- Andrews, Charles M.Colonial Self-Government, 1652–1689 (1904) full text online.
- Dinkin, Robert J. Voting in Provincial America: A Study of Elections in the Thirteen Colonies, 1689–1776 (1977).
- Miller, John C. Origins of the American Revolution (1943).
- Osgood, Herbert L. The American colonies in the seventeenth century, (3 vol 1904-07)' vol. 1 online; vol. 2 online; vol. 3 online.
- Osgood, Herbert L. The American colonies in the eighteenth century (4 vols., 1924-1925).